# Julien Le Cardinal
Julien Le Cardinal (Saint-Brieuc, Francia, 3 de agosto de 1997) es un futbolista francés. Juega de defensa y su equipo es el Stade Brestois 29 de la Ligue 1.

## Trayectoria
El 15 de noviembre de 2022 fichó por el R. C. Lens de la Ligue 1, proveniente del Paris F. C.

## Clubes
| Club                       | País    | Año           |
| -------------------------- | ------- | ------------- |
| Stade Briochin             | Francia | 2015-2019     |
| S. C. Bastia               | Francia | 2019-2022     |
| Paris F. C.                | Francia | 2022          |
| R. C. Lens                 | Francia | 2022-presente |
| Stade Brestois 29 (cedido) | Francia | 2023-presente |

## Palmarés

### Títulos nacionales
| Título                          | Club           | País    | Año     |
| ------------------------------- | -------------- | ------- | ------- |
| Championnat de France Amateur 2 | Stade Briochin | Francia | 2016-17 |
| Championnat National            | S. C. Bastia   | Francia | 2020-21 |